# Miro Jeršič
Miro Jeršič, slovenski pravnik, politik in publicist, * 13. januar 1902, Rovte, Logatec, † 18. september 1981, Ljubljana.
Diplomiral je leta 1928 na Pravni fakulteti v Ljubljani. Po končanem študiju se je zaposlil na Okrožnem uradu za zavarovanje v Ljubljani. Skupaj z Alešem Stanovnikom in Tomažem Furlanom je predstavljal intelektualno politično jedro krščanskih socialistov. Postal je član Jugoslovanske strokovne zveze in urejal njeno glasilo Delavska pravica. Članke je pisal tudi v druge liste in bil odgovorni urednik revij Besede o sodobnih vprašanjih in Dejanja ter predsednik kluba krščanskosocialističnih izobražencev Beseda. Po ustanovitvi Osvobodilne fronte se je vključil v njeno delo in med drugim sodeloval v uredništvu radia Kričač. 22. maja 1942 so ga na njegovem domu skupaj z Alešem Stanovnikom aretirali italijanski fašisti. Na sodnem procesu ga je okupatorska oblast obsodila na dve leti zapora. Po italijanski kapitulaciji je od septembra 1943 ponovno sodeloval kot aktivist OF. Po osvoboditvi je do 1962 delal pri organizaciji zdravstva, socialnega zavarovanja in delovnih razmerij.